# Tatoft
Tatoft (en àrab تطفت, Taṭuft; en amazic ⵜⴰⵟⵓⴼⵜ) és una comuna rural de la província de Larraix, a la regió de Tànger-Tetuan-Al Hoceima, al Marroc. Segons el cens de 2014 tenia una població total de 9.527 persones.